# 박동진 (1916년)
박동진(한국 한자: 朴東鎭, 1916년 음력 7월 12일 ∼ 2003년 7월 8일)은 일제강점기의 창극배우이며 대한민국의 판소리 명창이다.
충청남도 공주에서 출생하였으며 판소리 완창의 대가로도 손꼽힌 그는 1990년대까지 대한민국 판소리 분야의 대표적 인사로 활약하였다.
그는 2003년 7월 8일에 노환으로 별세하였다.

## 생애
박동진은 충청남도 공주군 장기면 무릉리(現 충청남도 공주시 무릉동)에서 출생하였으며 판소리 명창으로 활동하였고 그의 아호(雅號)는 인당(忍堂)이다. 그의 자세한 가계는 알 수 없으나 증언에 따르면 할아버지가 땅재주를 넘는 어릿광대였으며, 그 재주로 고종(高宗, 1852년 9월 8일 ~ 1919년 1월 21일)에게 참봉(參奉) 벼슬을 받았다고 한다. 그러나 부친은 국악과 일체 관련을 두지 않은 농사꾼이었다고 한다.
16세 때 공주에 들어 온 협률사(協律社)의 공연을 본 이후로 판소리에 빠지기 시작하여 18세 때에는 충청남도 청양에 거주하였던 손병두 문하에 들어가 처음 판소리를 익혔다. 헌데 손병두는 본래 명창으로 활동한 사람은 아닌 것으로 보이며, 그로부터 얼마 지나지 않아 박동진은 손병두의 조부라 알려진 손필모의 주선을 받아 김창진(金昌鎭) 문하로 옮겨 《심청가》를 배웠다. 19세에는 정정렬(丁貞烈, 1876년 5월 21일 ~ 1938년 3월 21일)에게 《춘향가》를 배웠으나 당시 정정렬의 다른 제자들이 많아 다 배우지 못했고, 20세 되던 해에 유성준에게 《수궁가》를, 21세 때 조학진 문하에서 《적벽가》, 22세 때 박지홍 문하에서 《흥보가》를 배웠다. 그리고 다시 상경하여 정정렬에게 《춘향가》를 배웠다. 또한 송만갑에게도 지도를 받았다고 하는데 정확히 어떤 바탕을 배운 것은 아니고 전반적인 정리 성향을 띈 지도만 받았던 듯 하다.
25세를 전후하여 무절제한 생활로 목이 상하여 소리꾼으로서는 그렇게 행세하지 못하였고, 행세하는 경우에도 중앙 무대에는 서지 못했다. 1944년에서 1952년까지 8년 간은 조선음악단, 김연수 창극단, 조향 창극단 등 창극단 생활을 전전하며 창극 무대에 서기도 하였고, 고수(鼓手)로 행세하기도 하였다. 한편으로는 다시 목을 되찾기 위해 100일 독공도 마다하지 않는 등 소리 수련을 계속하였는데 생활을 위해 햇님국극단에서 편곡과 무대감독을 담당하기도 하였으나 여전히 소리꾼으로 전면적인 활동을 벌이지는 못하였다.
1958년에서 1959년까지 한국독립당 문화예술행정특보위원 직위를 잠시 지냈고 그 후 1962년 국립국악원 국악사보가 되었고, 1968년, 당시 국립국악원 원장 성경린(成慶麟, 1911년 9월 18일 ~ 2008년 3월 5일)의 주선과 당시 각종 창극단에서 악사로 활동하던 한일섭(韓一燮, 1929년 ~ 1973년)의 공조로 판소리 《흥보가》의 5시간 완창 발표를 가졌다. 이 발표회는 UN군 사령부 방송 VUNC를 통해 방송되어 큰 반향을 일으켰다. 이것을 기점으로 1969년《춘향가》 8시간, 1970년 《심청가》 6시간, 1971년 《적벽가》 7시간,《수궁가》 4시간의 완창 발표를 연달아 진행하였다. 뿐만 아니라 1970년《변강쇠타령》, 1972년 《배비장타령》, 《숙영낭자전》, 《옹고집타령》등을 복원, 완창 발표를 가졌고,《성웅 이순신》, 《성서 판소리》등 새 판소리를 작창하는 등 소리꾼으로서 전면적인 활동에 나섰다. 특히 《적벽가》의 완창 능력을 인정받아 1973년 중요무형문화재 제5호 판소리 《적벽가》의 예능보유자로 지정되었다. 또한 같은 해 국립창극단 단장에 취임하는 등 판소리계 중진 인사로 활약하기 시작하여 1990년대까지 연 1회 이상의 연창회를 가졌다.
본래 특정한 종교가 없었던 그는 1969년 장로교 목사 조향록과 극작가 주태익의 요청으로 창작 판소리 《예수전》을 공연한 것이 계기가 되어 개신교에 귀의하였고, 이후에도 《성서 판소리》, 《모세전》 등의 창작 판소리를 발표하며 개신교 선교 활동에도 적극 참여하였다.
1980년 은관문화훈장을 받았고, 1981년에 미국 일주 공연에 참가하였으며, 1982년에는 《성서 판소리》를 미국에서 발표하였다. 1985년 국립국악원 판소리 원로사범에 임명되었고, 1987년 국립국악원 지도위원이 되었다. 이 시기에 상당히 많은 상을 수상하였고, 명실상부한 판소리계 최고 원로이며 대명창으로 대접을 받았다.
1990년대 후반부터 후진 양성에 힘쓰기 위해 공주로 내려와 전수관을 개관하는 한편, 여전히 공연 활동을 활발히 펼쳤고, 팔순이 넘은 나이에도 완창과 장시간 연창을 감행하는 등 정력적으로 활동하였다.
2003년 7월 8일 공주시 무릉동에서 노환으로 별세하였고 별세 다음날 2003년 7월 9일에는 생전 그간의 공로를 인정받아 금관문화훈장이 추서되었다.

## 국악 예술 세계
이미 1910년대에 이르면 중앙무대에서 판소리가 각광 받게 되고 많은 명창들이 활약하게 되면서 동편제니 서편제니 하는 구분이 소용없게 되었고, 특히 김창환을 필두로 하는 근대 5명창들이 서울에서 조선성악연구회를 결성해 후진 양성에 힘쓰면서 많은 소리꾼들이 이들 5명창을 번갈아 스승으로 모셨다. 따라서 서로 다른 계통의 소리를 배워 자기 것으로 만드는 현상이 만연하였는데, 박동진은 그 중에서도 특히 다양하고 복잡한 사승관계를 가지는데, 그가 직접적으로 다섯 바탕을 전수 받았다고 증언하는 이들의 면면은 다음과 같다.
- 김창진 : 중고제 김정근 계통
- 정정렬 : 서편 신제
- 박지홍 : 서편 고제 김창환 계통
- 유성준 : 동편제 송판 계통
- 조학진 : 동편제 박기홍 계통[7]

현재 사멸된 중고제는 물론 서편제의 고제와 신제, 동편제의 송판 계통과 박기홍 계통에 이르기까지 그 계통이 매우 다양하다. 여기에 전반적인 교정을 해주었다는 송만갑의 영향을 생각하면 동편제 신제인 송만갑 계통의 소리 또한 박동진에게 영향을 미쳤다고 볼 수 있다. 따라서 박동진은 가장 넓은 범위의 유파들을 겸전한 것으로 볼 수 있다. 그러나 박동진은 이들의 소리를 받은 그대로 연창하기 보다는 스스로 독공에 의하여 소리를 새로 짠 경우가 많은데 때문에 판소리 사설의 확장이 많고, 확장된 만큼 이야기로서 판소리의 서사성을 많이 살렸다. 또한 과거의 축약적 사설이 가지는 일종의 이면(裏面)적 괴리를 사설의 확장을 통하여 다소간 보완하기도 하였다.
박동진의 판소리 예술은 대중성을 지향한 것으로 유명한데, 현재 남아있는 공연 실황 자료를 참고해 보면 욕과 재담을 자유자재로 구사하며, 현장에 따라서 상당히 즉흥적인 사설을 구사하여 가장 대중적인 흥미를 많이 일으키는 소리꾼으로 이름이 높았다. 또한 아니리를 중시하여 "판소리의 반이 아니리."라고 주장하기도 하였다. 고수와의 관계에 있어서도 일방적인 반주자와 연창자의 관계이기 보다는 고수와 자유롭게 재담과 대화를 주고 받으면서 고수까지도 무대 위의 한 주역으로 끌어 올렸는데, 이것은 음악적 엄격함을 중시하는 김명환 등의 고법 이론, 판소리 이론과는 다소 상충되는 면이 있으나 그 만큼 현장성이 살아있는 것이기도 하였다.
박동진의 성음은 약간 쉰듯한 수리성인데 칼칼한 느낌이 난다. 또한 독공 기간이 길었던 만큼 그 성량이 매우 커서 유장하고 장엄한 장면의 묘사에 능했고,《적벽가》에서 나타나는 커다란 전투 장면을 묘사하는 것에서도 뛰어났다. 일각에서는 박동진의 판소리가 재담에 지나치게 치중하여 음악적인 성격이 많이 결여되었다고 하는데, 7~90년대의 공연 실황을 보면 고음과 중음, 저음이 하나 같이 두터운 소리로 나오며, 붙임새의 사용 또한 상황에 맞게 자유자제로 사용하고 있고 무엇보다 김희조가 시작한 '창과 관현악'이라는 장르에서 거문도 뱃노래와 같은 민요까지 직접 부르고 있는 것, 햇님국극단 활동을 하면서 각 곡의 편곡을 담당했던 일을 볼 때 이러한 비판은 타당하지 않다. 또 박동진은 느린 장단을 상당히 중시하였는데 그가 노랑목을 쓰지 않으면서도 시김새를 적절히 구사하는 것은 이러한 소리 미학에서 비롯된 것이다.
박동진은 이러한 모든 제반 예술 행위를 일컬어 광대 놀음이라 하였고, 그 자신을 광대라고 지칭하였는데, 이로 인해 최동현은 "귀명창이 사라진 시대의 명창"이라 말하기도 했다. 박동진은 자신의 이러한 미학을 신재효가 지은 단가 《광대가》에 근거한 것으로 보았으며, 때문에 실전된 단가의 곡조를 자신이 창작하여 다시 부르기도 하였다.
1960~1970년대에 가장 많이 활약한 고수는 김명환인데 박동진은 김명환보다는 이정업, 한일섭, 김동준, 김득수와 많은 호흡을 맞추었고, 김득수와 김동준의 북을 가장 선호하였다. 김명환은 장판개에게 고법을 배웠고, 소리도 배웠으나 소리꾼으로 행세하기 위해 배웠다기 보다는 오로지 북을 치기 위해 배웠고, 소리는 북에 대한 이해도를 높이기 위해 부수적으로 배운 이에 속하였으나 한일섭, 김동준, 김득수 등은 모두 판소리 창자로 시작하여 고수로 전향한 인물들이었고 이정업의 경우에도 본래 줄광대로 시작하였다가 역시 고수로 전향하였던 인물이다. 즉 박동진은 직접 소리꾼으로 활동하여 그 미학을 직접 체감하고 있는 이들의 북 장단을 선호하였다. 1970년대 이후로는 전주의 주봉신을 수행고수로 하여 자주 활동하였다.
1974년, 김동준의 북 반주로 《적벽가》 전판을 녹음하였고, 같은 해에 박후성의 북 반주로 《성웅 이순신》의 4시간 창본을 녹음하였다. 1988년부터 1990년대 초반에 이르기까지 주봉신의 북으로 《흥보가》전판, 《수궁가》전판, 《심청가》, 《적벽가》, 《춘향가》의 일부, 《변강쇠타령》전판 2종, 《배비장타령》전판, 《예수전》 등을 녹음하여 각각 음반으로 출반하였다. 이 외에도 동아방송의 기획으로 김득수와 함께 《숙영낭자전》을 녹음하기도 하였는데, 이것은 음원으로 확인되지 않고 다만 DBS의 데이터 목록에서만 확인된다. 여러 판소리를 발표하였지만 출반된 녹음은 사실상 극소수에 속하는데, 그나마 1968년~1972년까지의 완창 공연 릴테이프가 국립국악원에 보관되어 있고, 1970년대 이후 국립극장에서 가졌던 각종 연창회와 완창 발표회, 감상회 당시의 실황이 국립극장 자료실에 보관되어 있어 박동진 판소리 예술의 전모를 알 수 있다.